# Fratelli Galliari

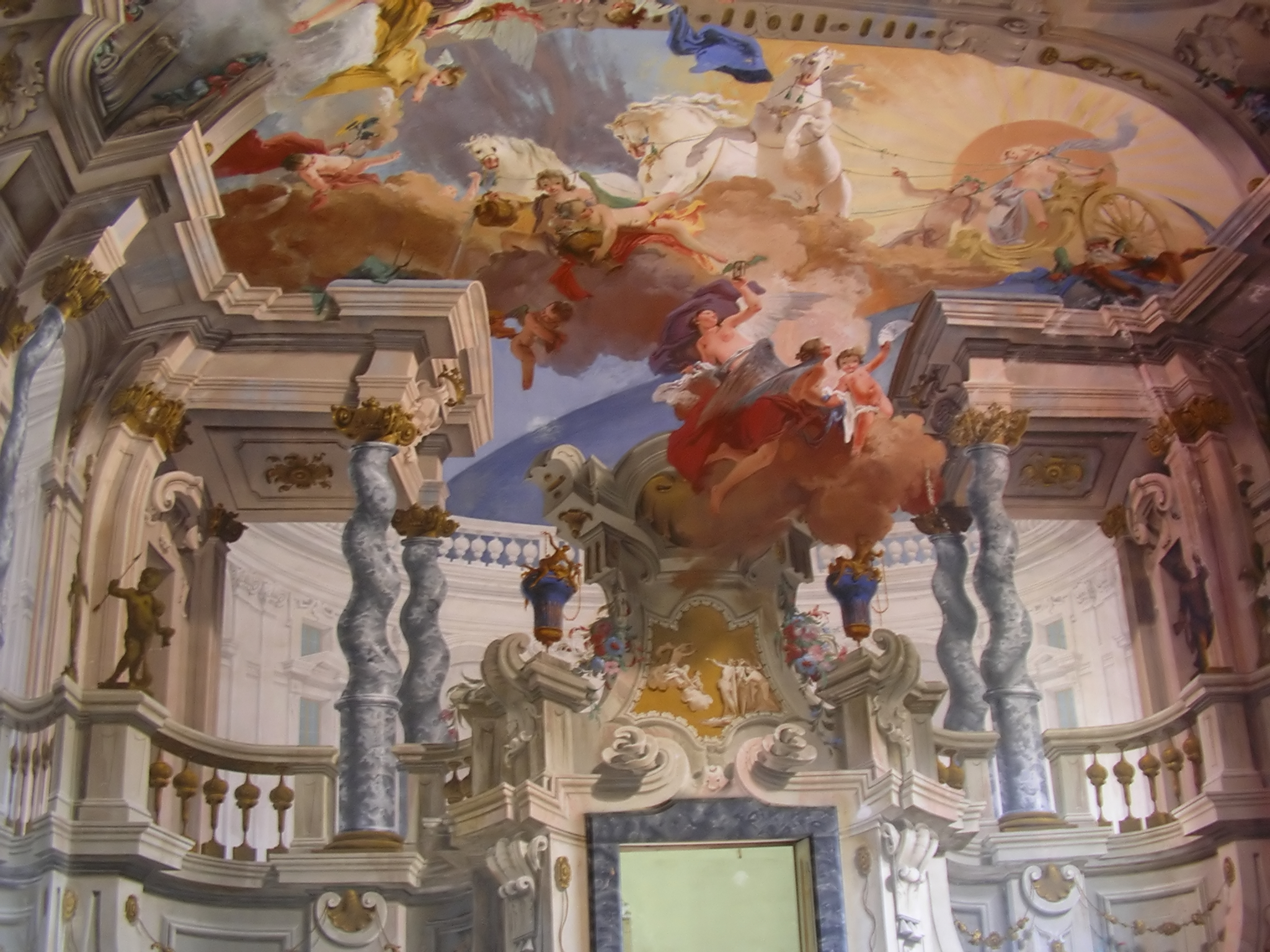
Affresco con il caro del sole guidato da Apollo eseguito dai fratelli Galliari nella villa Arconati (Bollate)

I fratelli Galliari sono stati i componenti di un'importante bottega di pittori e scenografi italiani attiva in numerosi teatri europei del XVIII secolo.
Autori di preziosi affreschi per case patrizie, furono gli scenografi ufficiali del Teatro Regio di Torino. Vie di diverse città del Piemonte - fra cui la natìa Andorno Micca, ma anche a Biella e Torino - sono intitolate a quello che fra i tre fratelli è considerato il maggiore esponente della famiglia, Bernardino Galliari.
Firmarono la scenografia dell'opera L'Europa riconosciuta di Antonio Salieri che inaugurò il Teatro alla Scala nel 1778.

## Personaggi della famiglia
Bernardino, Fabrizio e Giovanni Antonio erano originari di Andorno Micca (BI) ma si trasferirono dapprima a Milano e poi a Treviglio, in provincia di Bergamo.
Figli d'arte - il padre, Giovanni, anch'egli pittore, morto nel 1722, dipinse gli affreschi della cappella di Maria al Tempio al Sacro Monte di Oropa e fu attivo come decoratore al Palazzo Reale di Torino e in quello di Milano - la loro opera si distinse per l'uso di effetti prospettici e di illusione ottica - tipica dell'epoca barocca - che utilizzarono non solo nel lavoro scenografico, ma soprattutto in quello di affrescatori nelle ville di molti committenti lombardi e piemontesi.
La loro bottega assimilò con l'andare del tempo anche l'attività dei figli e dei nipoti dei tre fratelli fondatori, mantenendo sempre tuttavia una grande omogeneità di stile ed esecuzione; la qual cosa ha reso spesso difficile attribuire con certezza la paternità delle singole opere.
Studi sullo stile hanno però permesso di distinguere alcuni ruoli nel lavoro di bottega: mentre Bernardino si occupava delle figure, Fabrizio era lo specialista degli effetti prospettici mentre a Giovanni Antonio spettava occuparsi delle decorazioni floreali e a rocaille.
I Galliari furono sudditi devoti di Maria Teresa d'Austria e, quando Milano passò sotto il controllo della Spagna e della Francia furono ugualmente fedeli tanto al sovrano iberico quanto a Napoleone Bonaparte.

## Opere
I principali cicli pittorici dei Galliari si trovano a:
- Arzago d'Adda - Chiesetta della B. Vergine del Rosario (Oratorio Sessa)[1]
- Biassono - Villa Verri
- Brignano Gera d'Adda - Palazzo Visconti
- Campiglia Cervo - Santuario di San Giovanni d'Andorno[2]
- Cassano d'Adda - Villa Brambilla
- Chiavazza - Villa Mosca
- Crema - Chiesa della Santissima Trinità
- Crema - Oratorio di Santa Maria della Pietà
- Castellazzo di Bollate - Villa Arconati
- Gargnano - Villa Bettoni a Bogliaco di Gargnano
- Toscolano Maderno - Palazzo Fiorini Comboni
- Grumello del Monte - Villa Pecori Giraldi
- Les Marches - Castello Bellegarde
- Occhieppo Superiore - Villa Mossa
- Piea - Castello della Croce
- Sforzatica - Chiesa di Sant'Andrea
- Torino - Accademia delle Scienze (l'attuale Sala dei Mappamondi)
- Treviglio - Chiesa di San Martino e Santa Maria Assunta
- Caravaggio - Chiesa di San Bernardino